# Maria Priestley
Mary Priestley (4 de março de 1925 - 11 de junho de 2017) foi uma musicoterapeuta britânica que desenvolveu a Musicoterapia Analítica. Ela desenvolveu a teoria psicanalítica, com influência de Carl Jung, Sigmund Freud e Melanie Klein, para aplicar o método de improvisação musical na interpretação de processos inconscientes.   